# Norderoog
Norderoog (dänisch Nørreog, nordfriesisch Noorderuug) ist eine Hallig im Wattenmeer vor der Westküste von Schleswig-Holstein mit einer Größe von 0,09 km². Abgesehen vom zeitweiligen Aufenthalt von Vogelwarten ist sie unbewohnt. Sie liegt seit 1985 in der mit höchstem Schutzstatus versehenen Zone I des Nationalparks Schleswig-Holsteinisches Wattenmeer. Norderoog darf nur im Rahmen offiziell beim Verein Jordsand angemeldeter Wattwanderungen ab dem 15. Juli, von Hooge ausgehend, betreten werden.
Über Jahrhunderte war Norderoog der Wirkung der Naturgewalten ungeschützt ausgesetzt, es gab keinerlei Steinkantenbefestigung, so dass Eisgang und Sturmfluten zu einem gewaltigen Landverlust führen konnten: Anfang des 19. Jahrhunderts war die Hallig noch 46 Hektar groß, sie schrumpfte 1909 auf 20 Hektar. 1970 waren es nur noch 8 ha. 1985 konnte der Flächenverlust durch den Bau eines Lahnungsringsystems gestoppt werden. Heute beträgt die Fläche wieder 10 ha.  Verwaltungsmäßig ist die Hallig Teil der zum Kreis Nordfriesland gehörenden Gemeinde Hallig Hooge. Sie bildet eine der beiden Gemarkungen der Gemeinde Hallig Hooge und trägt als (meist unbewohnter) Wohnplatz der Gemeinde die offizielle Wohnplatznummer 6.

## Geschichte
Erstmals urkundlich erwähnt wurde Norderoog 1597 als „Norder Ough“. Im Jahre 1630 befand sich auf der Hallig ein Festgut, das von einem Strandvogt bewohnt und 1634 durch die Burchardiflut zerstört wurde. Später siedelte sich eine Familie wieder an, deren Haus in der Februarflut 1825 ein Raub des Meeres wurde. Von diesem Zeitpunkt an war Norderoog ohne fest im Boden gegründete Gebäude, zumal eine ausreichend dimensionierte Warft nicht mehr existierte. Dies führte dazu, dass die nun nicht mehr bewohnte Hallig jahrzehntelang nur noch extensiv landwirtschaftlich genutzt werden konnte, ausschließlich im Sommer. Die Hallig kam 1836/37 ins Eigentum von Johann Eck von Hallig Hooge; nach dessen Tod erbte sie 1866 seine Tochter Totte Johanna. Sie war mit Andreas Hellmann von Hooge verheiratet, dem die Hallig dann 1873 übertragen wurde. Dieser errichtete die Schäfer-Hütte, nachdem die Errichtung eines festen Wohnhauses nicht finanzierbar war, zumal diese nur mit finanzieller Unterstützung der zuständigen Regierung in Kopenhagen hätte realisiert werden können. Der Ablehnungsbescheid implizierte, Norderoog sei nur von geringem Wert und allenfalls für die Heuernte geeignet, nicht für die Viehhaltung, da keine Tränke mehr vorhanden war. Sukzessive wurde die Hallig immer kleiner, sie schrumpfte von 46 ha im Jahr 1802 auf 17 ha 1903. Mehr und mehr Seeschwalben nutzten sie zum Brüten. Seit 1909 ist Norderoog Eigentum des Vereins Jordsand, dessen Ziel die Begründung von Vogelfreistätten an der deutschen Nordseeküste ist.

## Flora und Fauna
Norderoog ist eine der wenigen Halligen, deren Vegetation weitgehend vom Menschen unbeeinflusst ist. Dementsprechend findet man eine natürliche Salzwiesenvegetation vor mit spezialisierten Pflanzen: Queller im Schlickbereich vor der Hallig, Strandaster und Strandflieder landeinwärts und Schilf sowie Quecke im nur selten überfluteten Inselinnern. Im Bereich der ehemals bestehenden Warft im Osten trifft man auf sandigem Untergrund typische Strandroggen-Bestände an.
Norderoog dient vielen teils seltenen Seevögeln als Brut- und Rastplatz. Von größter Bedeutung ist die Kolonie der Brandseeschwalbe (Thalasseus sandvicensis). Im Frühjahr und Frühsommer gibt es hier jährlich bis zu 4000 Brutpaare, 2007 wurden 2800 Brutpaare registriert. Besonders Fälle von Landunter im Frühsommer, sogenannte Kükenfluten, wirken sich jedoch negativ auf das Brutgeschäft aus und können starke statistische Schwankungen bewirken. In den letzten Jahren häufen sich solche Überschwemmungen. Das bedroht den Brutvogel-Bestand und wird als Folge des Meeresspiegelanstiegs durch den Klimawandel beschrieben.
Daneben brüten auf Norderoog auch Fluss- und Küstenseeschwalben. Lange Zeit kam der Austernfischer auf Norderoog in der höchsten Brutpaardichte der ganzen Deutschen Bucht vor, sein Bestand hat jedoch nach 2000 abgenommen. Die Bedeutung Norderoogs für die Vogelwelt ergibt sich jedoch nicht nur als Brut-, sondern auch als Rastgebiet für den Vogelzug. Zeitweise halten sich auf der Hallig und dem vorgelagerten Norderoogsand über 50.000 Seevögel auf.

### Brutpaaraufstellung

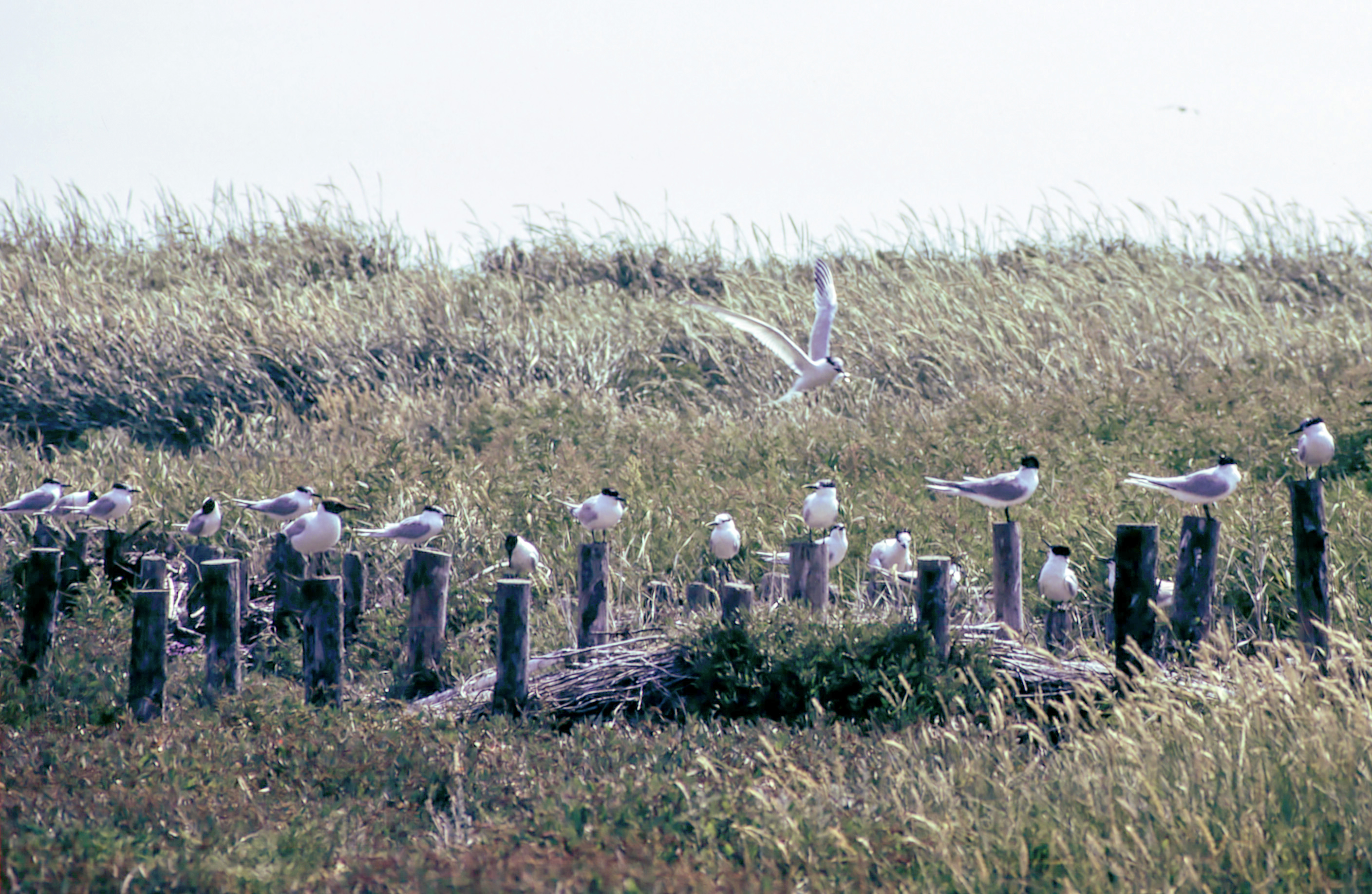
Brandseeschwalbenkolonie auf Norderoog

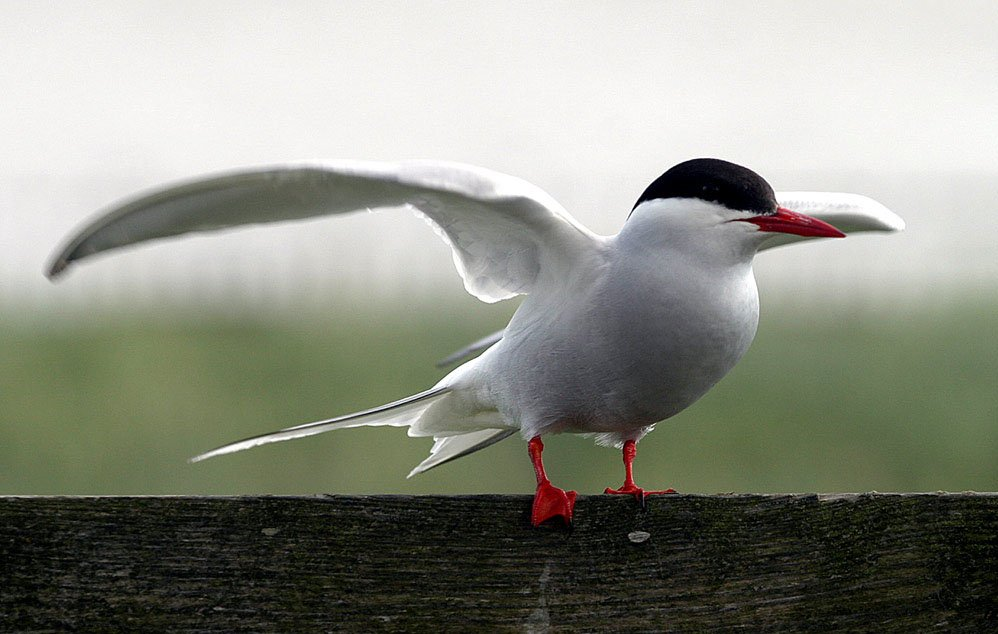
Küstenseeschwalbe auf Norderoog

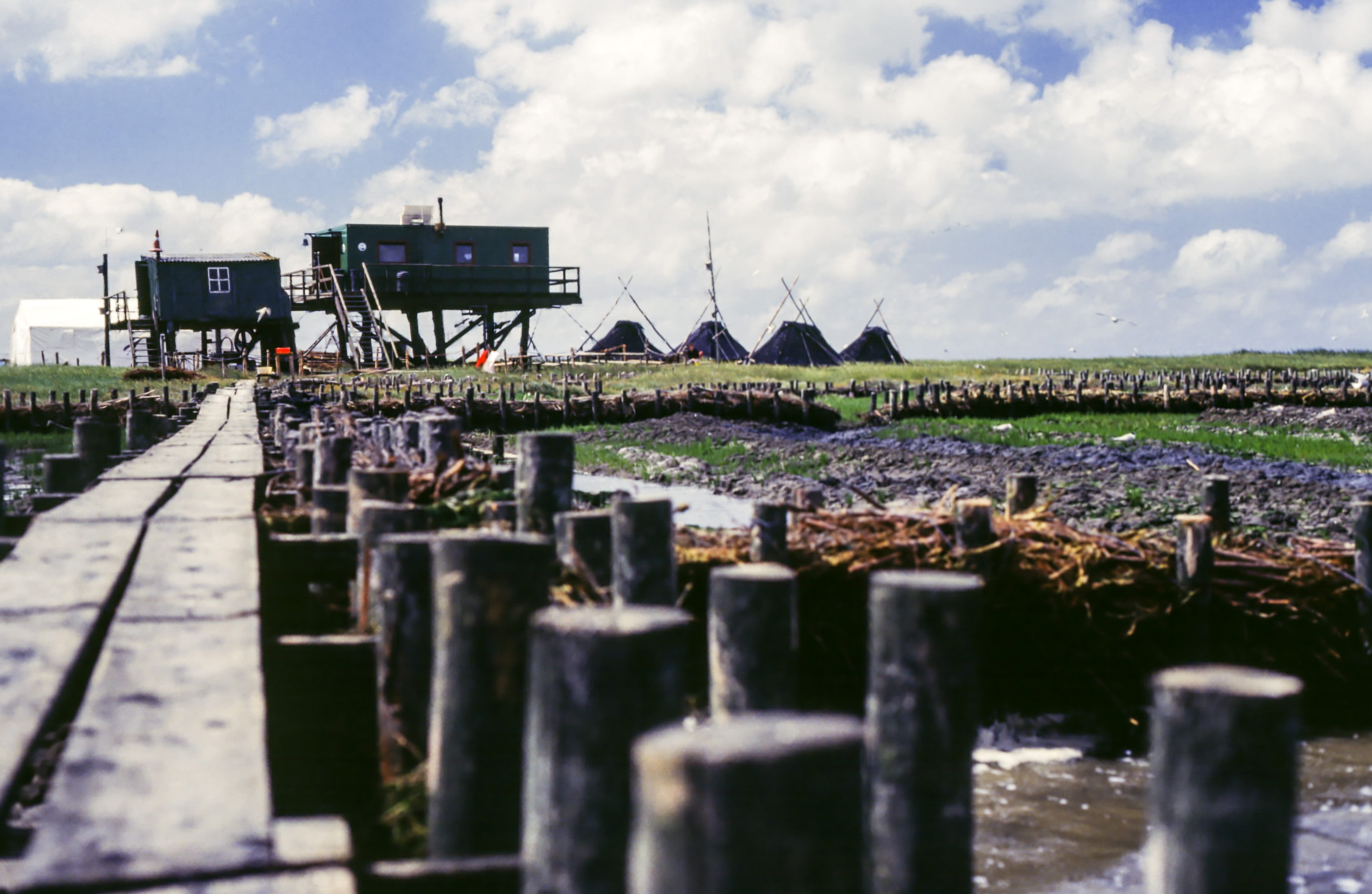
Jens-Wand-Hütte, Containerbau und Arbeitscamp (1989)

| Deutsche Bezeichnung | Wissenschaftlicher Name | 2015 | 2017 |
| -------------------- | ----------------------- | ---- | ---- |
| Graugans             | Anser anser             | 18   | 48   |
| Brandgans            | Tadorna tadorna         | 4    | 2    |
| Schnatterente        | Anas strepera           |      | 1    |
| Stockente            | Anas platyrhynchos      | 5    | 7    |
| Eiderente            | Somateria mollissima    | 17   | 20   |
| Mittelsäger          | Mergus serrator         | 1    |      |
| Haubentaucher        | Podiceps cristatus      |      | 1    |
| Austernfischer       | Haematous ostralegus    | 50   | 95   |
| Rotschenkel          | Tringa totanus          | 8    | 9    |
| Lachmöwe             | Larus ridibundus        | 2398 | 1984 |
| Sturmmöwe            | Larus canus             | 2    | 2    |
| Heringsmöwe          | Larus fuscus            | 38   | 27   |
| Silbermöwe           | Larus argentatus        | 72   | 43   |
| Mantelmöwe           | Larus marinus           | 2    | 2    |
| Brandseeschwalbe     | Thalasseus sandvicensis | 2850 | 2832 |
| Flussseeschwalbe     | Sterna hirundo          | 28   | 14   |
| Küstenseeschwalbe    | Sterna paradisaea       | 93   | 47   |
| Wiesenpieper         | Anthus pratensis        | 7    |      |

## Schutz
1909 wurde Norderoog als Vogelfreistätte eingerichtet. Noch im gleichen Jahr erfolgte die Bestellung des Vogelschutzwarts Jens Sörensen Wand durch den Verein Jordsand, der die Hallig für 12.000 Goldmark vom vorherigen Eigentümer Feddersen erwarb, der zuvor durch das Sammeln von Vogeleiern und Heugewinnung einen Ertrag erzielt hatte. Wand füllte diese Tätigkeit über 40 Jahre bis zu seinem Tod aus; nach ihm ist die Vogelschutzstation im Nordostbereich der Hallig benannt. 1939 wurde Norderoog nach dem Reichsnaturschutzgesetz zum Schutzgebiet erklärt. 1985 ist die Schutzgebietsverordnung mit der Einrichtung des Nationalparks Schleswig-Holsteinisches Wattenmeer aufgehoben worden.
Die als Pfahlbau bestehende Schäfer-Hütte, die bereits 1850 gebaut worden war, bietet dem Vogelwart seit 1909 Unterkunft und damit Schutz vor Sturmfluten. Zusätzlich hierzu wurde 1964 eine zweite Hütte erbaut, die jedoch im Januar 1976 durch eine Sturmflut zerstört und im Folgejahr durch eine Containerkonstruktion ersetzt wurde. Die alte Hütte wurde 1995/96 durch die Neue Jens-Wand-Hütte ersetzt, unter Beibehaltung der alten Eichenpfähle. Baumeister war Tischlermeister Karsten Hansen aus Borgsum auf Föhr. Der Container wurde Ende 2004 abgerissen. An seiner Stelle wurde die im Jahr 2005 fertiggestellte Vogelwärterhütte in Blockhaustechnik aufgebaut, in der sich auch der für Besucher zugängliche Inforaum befindet.
Der Schutz der Hallig erfolgt durch Freiwillige des Vereins Jordsand. Die Station ist regelmäßig von Anfang März bis Ende Oktober besetzt. Seit den 1950er Jahren wird im Rahmen von internationalen Jugendcamps auf Norderoog der Uferschutz organisiert. Im Sommer 1977 erhielt dabei die Westspitze eine Steinkante, um stetige Landverluste aufzuhalten. Sie wurde 2000 durch eine Steinbuhne ergänzt. Jahr für Jahr sind zusätzliche Uferschutzmaßnahmen in Form von Lahnungen erforderlich, ohne die Norderoog über kurz oder lang Opfer der Sturmfluten würde.
Einen weiteren natürlichen Erosionsschutz bietet außerdem der westlich der Hallig gelegene Norderoogsand.

## Workcamps auf Norderoog
Norderoog ist auch bekannt für die internationalen Workcamps, die seit den 1970er Jahren durch den Verein Jordsand durchgeführt werden. Die bis zu 20 meist jungen Erwachsenen führen je zwei Wochen lang verschiedene Arbeiten zum Erhalt der Hallig durch, im Wesentlichen durch Instandhaltung der Lahnungen zum Landerhalt. Daneben müssen auch Grüppen ausgehoben werden, um die Sedimentierung in den Lahnungsfeldern zu gewährleisten. Durch diese Einsätze ist es mittlerweile gelungen, die Halligfläche auf einer Größe von etwa zehn Hektar zu stabilisieren. Bis auf Weiteres sind diese Workcamps ausgesetzt, weil sich die Hallig durch natürliche Verlandung stabilisiert hat (Stand 2023).

## Projekt Klima-Hallig Norderoog
Der Verein Jordsand hat im Januar 2023 das Projekt Klima-Hallig Norderoog gestartet. In Zusammenarbeit mit dem Nationalpark Schleswig-Holsteinisches Wattenmeer und der Universität Hamburg wird der Einfluss des Klimawandels auf das Wattenmeer untersucht. Langfristige wissenschaftliche Beobachtungsreihen sollen in Form einer Machbarkeitsstudie erforderliche Schutzmaßnahmen für die Wattenmeer-Region begründen, die nachhaltig zum Erhalt ihrer Biodiversität beitragen, ihre Funktion als natürlicher Sturmflutschutz sichern und die Auswirkungen stärker werdender Stürme, langer Trockenperioden, Hitzewellen und ausbleibender Eiswinter erforschen.

## Film
Am 7. Dezember 2008 strahlte der NDR den Dokumentarfilm Die Vogelmutter. Videotagebuch 2008 – aufgezeichnet von Anna B. aus, der von einer jungen Frau gedreht wurde. Sie verbrachte im Rahmen eines freiwilligen ökologischen Jahrs beim Verein Jordsand drei Wochen als Vogelwart auf Norderoog.